# Autogestion

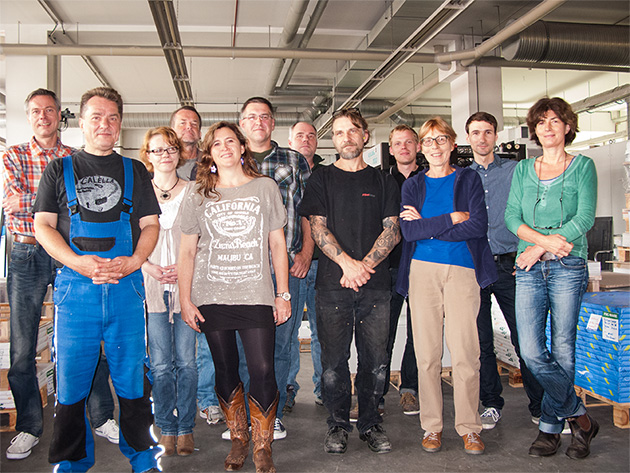
Personnel de l’imprimerie autogérée Oktoberdruck à Oberbaum (immeuble Narva), à Berlin (2014).

L’autogestion (du grec autos, « soi-même », et « gestion ») est le fait, pour une structure ou un groupe d’individus, de confier la prise des décisions à l’ensemble de ses membres. L'autogestion n'impliquant pas d'intermédiaire gouvernemental ou décisionnel, elle s'inscrirait de fait dans la philosophie anarchiste, libertaire ou conseilliste.
Certains, notamment la Confédération générale du logement durant les années 1980, définissent l'autogestion comme « la prise en charge de leurs intérêts par les intéressés eux-mêmes ». Une telle conception implique que, lorsque divers intérêts coexistent, chaque groupe apprend à gérer seul ses intérêts spécifiques, dans le respect des intérêts des autres, sans délégation à une élite administrative ou intellectuelle. La dynamique autogestionnaire prolonge des pratiques traditionnelles, notamment chrétiennes en Occident ou bouddhistes en Orient.
Godbout considère que le concept d’autogestion et l’idéal autogestionnaire sont nés au XIXe siècle et se développent par opposition à des excès créés par le système de production de la société capitaliste,. Il s’agit de construire une alternative à la domination et à l’exploitation engendrées par ce modèle de structuration sociale, d’approfondir les réflexions autour de modèles de relations alternatifs à ce mode capitaliste, ce dans un premier temps à l’intérieur du système de production (Godbout, 1986). Les modèles ainsi pensés tendent à ce que les travailleurs se réapproprient le pouvoir et le redistribuent de façon plus égalitaire entre eux, tournant le dos à des pratiques vue comme hiérarchiques, autoritaires, verticales, et à des formes de dépossession. En d'autres termes, ce type d'autogestion permettrait une réappropriation et une réinvention de l'organisation collective.

## Historique
Selon Drapeau et Kruzynski, tracer l’historique le l’autogestion est une gageure pour deux raisons principales. D’abord par ce que celle-ci ne s’est jamais déployée sur une longue période et à grande échelle, ce qui rend difficile d’en dire quelque choses de construit ou de portée un tant soit peu général. Ensuite parce qu’à la suite de Corpet, ces deux autrices considèrent qu’il serait préférable d’employer la forme plurielle «autogestionS», cet auteur rapportant en 1982 qu’ 

« En raison de cette multiplication des formules théoriques et des manifestations pratiques (…) «habitat autogéré», «autogestion des luttes», «autogestion pédagogique», «autogestion sociale», «socialisme autogestionnaire», il serait plus exact de parler des autogestions plutôt que d’une autogestion entendue comme un modèle unique et universel de transformation sociale, valable et transposable en tous lieux et en toutes circonstances »

Historiquement, des biens communs ont été gérés durant plusieurs siècles de manière autonome par des groupes d'habitants ou de travailleurs, comme l'a montré l'ouvrage d'Elinor Ostrom intitulé La Gouvernance des biens communs : Pour une nouvelle approche des ressources naturelles. À ce titre, on doit citer comme exemple les mines de Rancié gérées par la collectivité des habitants de Vic de Sos durant au moins cinq siècles, soit depuis les environs de 1272 jusqu'au régime de Napoléon Ier qui mit les mines sous l'autorité du préfet.
Cette pratique de gestion des entreprises par les travailleurs a été prônée par les Associations ouvrières des débuts de la révolution industrielle puis par la Première Internationale Ouvrière : l'Association internationale des travailleurs (AIT) « L'émancipation des travailleurs doit être l'œuvre des travailleurs eux-mêmes », formule écrite par Karl Marx pour l'AIT), conceptualisée par Pierre-Joseph Proudhon et les anarchistes, par les libéraux. Depuis quelques années[Quand ?] ce mot est à l'honneur dans les entreprises (autonomie ou semi-autonomie - contrôlée par la hiérarchie - du travail personnel, mais certainement pas pouvoir gestionnaire sur l'entreprise et sur son chiffre d'affaires).
Mais c'est le maréchal yougoslave Josip Broz Tito qui fit inscrire l'autogestion dans la constitution de la Yougoslavie en 1950, lançant ainsi le socialisme autogestionnaire. Bien avant lui, la Commune de Paris (1871), la Russie soviétique (1917), la révolution espagnole de 1936 à 1938, les kibboutz d'Israël, puis l'Algérie décolonisée (fermes autogérées, 1962-1965), etc. ont alimenté les pratiques et les débats sur l'autogestion.
Dans les années 1960-1970, une partie du mouvement syndical s'est aussi approprié le modèle de l'autogestion. L’expression autogestion devient un mot valise dans les années 1960. La Confédération française démocratique du travail (CFDT), dès sa déconfessionnalisation en 1964 s'intéresse à la Yougoslavie, envoye des délégations, et commence à entretenir des relations suivies avec les syndicats yougoslaves. Edmond Maire, notamment, voit dès 1965 le socialisme autogestionnaire comme un moyen de donner un nouveau souffle autour d'un projet radical susceptible de mobiliser les militants. Il s'agit aussi, pour la CFDT, d'un moyen de se distinguer de la Confédération générale du travail et d'une vision étatiste et bureaucratisée de la transformation sociale. La CFDT délaissera l'idée de l'autogestion après son recentrage en 1979, non sans avoir théorisé auparavant (notamment par le biais de Pierre Rosanvallon, qui date l’émergence de l’autogestion en France à 1960 et considère que c’est 68 qui lui a donné sa visibilité), que l'autogestion pouvait servir de concept-relais avec le libéralisme. Selon cette analyse, l'autogestion aurait permis, par la critique extrêmement dure du « social-étatisme », la redécouverte par la gauche d'une tradition libérale, par la critique de l’État et de l'absorption du secteur social par l’État.
Notons que des auteurs de tradition marxiste comme Michel Clouscard ont défendu l'autogestion en la différenciant très fermement des utopies liées au libéralisme libertaire. Michel Clouscard déclarait ainsi : « L’autogestion doit rendre la révolution au travailleur et sur le lieu de travail. C’est une révolution silencieuse. Elle se fait derrière les médias, en dehors du pathos et du volontarisme politique, sans péripétie et sans circonstance dignes de la une, sans flash, sans scoop ». Michel Clouscard, à l'inverse, s'en prenait à l'upotie autogestionnaire réduite au statut de slogan permettant à des bourgeois intellectuels le maintien de leur domination sur les travailleurs : « L’utopie autogestionnaire ignore les principes élémentaires de la logique de production ». Michel Clouscard estimait aussi que l'autogestion ne pouvait pas être pratiquée dans un cadre limité de communautés réduites en marge de l'Etat. Prendre le contrôle de ce dernier était essentiel pour permettre l'autogestion, selon Michel Clouscard. L'exemple des mines de Rancié le montre assez bien puisque l'expérience autogestionnaire y a pris fin du fait des directives venues de l'État bonapartiste. Les autogestionnaires n'avaient aucune influence sur l'État et en ont subi les conséquences.
Ceux qui se placent dans le sillage de Michel Clouscard en prônant un renouveau républicain tiennent toujours des discours proches, notamment en refusant la constitution d'ilots autogestionnaires : « Ce sont les mêmes impasses des utopies autogestionnaires (que je me garde bien de confondre avec l’autogestion généralisée des travailleurs), où l’on produit les uns contre les autres, faute d’avoir pris le pouvoir. La République est une et indivisible, ou elle n’est pas ».
Une autre partie du mouvement syndical a toujours été hostile à l'autogestion, pour des raisons stratégiques ou idéologiques (FO, CGT). Les références syndicales contemporaines à l'autogestion en France sont minoritaires, cantonnées essentiellement aux syndicats de l'Union syndicale Solidaires, aux courants École émancipée et Émancipation ! Tendance intersyndicale, au Sgen-CFDT à la CNT-Vignoles et à la CNT-AIT.
Le penseur écolo-socialiste André Gorz conçoit un projet émancipateur qu'il articule autour de l’idéal d’une autogestion de la vie, notamment du travail, des besoins et du temps. Pour lui également, c'est à partir d’une critique du capitalisme - qu’il voit comme générateur d’aliénation -  qu’il conçoit l’autogestion comme se trouvant du côté des solutions. Sa philosophie s’organise donc autour d’un problème central – l’aliénation – et d’une réponse – l’autogestion.
Au niveau international, les pays latino-américains, sous l'effet de crises sociales et économiques, illustrent un nouveau développement de l'autogestion avec la réappropriation d'entreprises abandonnées ou mises en faillite par leurs propriétaires, notamment en Argentine avec par exemple l'entreprise Zanon, où le mot d'ordre était « Resistir, Occupar, Producir ». Les communautés zapatistes du Mexique et leurs « autogouvernements » sont un autre visage de la pratique autogestionnaire.
Dans le contexte de l’entreprise, plusieurs formes de gouvernance partagée peuvent être assimilées à des formes d’autogestion revisitées.

### Expériences d’autogestion

#### Espagne républicaine
Une expérience d'autogestion a eu lieu en Espagne républicaine en 1936-1939, principalement en Catalogne et en Aragon. Cette expérience était d'inspiration anarchiste. Les communistes, largement instrumentalisés par l'Union soviétique, y mirent fin dans la plupart des cas en 1937, afin de réorienter l'économie du pays vers la poursuite de la guerre et de réduire l'influence des anarchistes. Les dernières expériences s'arrêtèrent à la victoire de Franco. Les résultats furent très variables suivant les cas, mais on peut dire que ce fut en général un succès dans l'agriculture et un échec dans l'industrie. Il faut cependant signaler que très souvent, les matières premières et/ou les débouchés commerciaux traditionnels des usines se trouvaient en Espagne nationaliste, ce qui peut expliquer les problèmes rencontrés. La brièveté de ces expérimentations (quelques mois dans la plupart des cas) ne permet pas de tirer de conclusions définitives sur leurs résultats à long terme.

#### Expérience yougoslave
En 1948, après l’exclusion de la Yougoslavie du mouvement communiste international, Josip Broz, dit Tito, introduit un « statut autogestionnaire » dans la constitution du pays,
L'expérience yougoslave comprend deux parties : durant la première, centralisatrice et étatiste (de la fin des années 1950 aux années 1970), l'État centralise les informations et envoie des commandes aux industries. Les ouvriers sont supposés gérer l'entreprise pour répondre à cette commande, il ne s'agit donc pas d'un modèle de marché. Dans la seconde partie, au contraire, les ouvriers s'organisent comme le ferait une entreprise libérale : ils définissent la production, le marché est libre, etc.
En France, le « modèle » yougoslave joue un rôle important parmi différents groupes situés à l'extrême gauche de l'échiquier politique. En effet, une minorité révolutionnaire espère voir dans le modèle yougoslave une expérience alternative à la construction du socialisme soviétique. Des trotskistes nouent des contacts avec l’ambassade de Yougoslavie et commencent à relayer la propagande titiste. Plusieurs centaines de militants encadrés par les responsables trotskistes se rendent ainsi à Belgrade. Parallèlement, les services de propagande du régime développent des outils de promotion du régime publiant revues et créant des associations de soutien.
Inversement, le Parti communiste français (PCF), suivant les consignes soviétiques, s'efforce de discréditer le régime yougoslave. Il dénonce le titisme comme une restauration du capitalisme, une forme de fascisme ou pire de « trotskisme ».
Plus généralement, ces années voient des militants et des chercheurs se lancer dans la rédaction d’ouvrages sur la Yougoslavie, « plutôt apologétiques comme ceux de Guy Caire, Georges Lasserre ou, au mieux, complaisants comme ceux de Joseph Fisera, Albert Meister ou Daniel Guérin. » Des revues comme Autogestion puis L’homme et la société poursuivent cette réflexion.

#### Expérience algérienne
Dès l'indépendance de l'Algérie en 1962, dans certains « biens vacants » laissés par les colons (des domaines agricoles et de petites et moyennes entreprises), les anciens salariés se sont constitués en comités de gestion afin d'assurer la continuité de la production mais aussi, et surtout, afin de réorienter leurs activités vers la satisfaction des « besoins du peuple ». L'instauration d'un État centralisé et le contrôle politique du travail mirent rapidement fin à ces expériences ouvrières d'autogestion.

#### Centre universitaire expérimental de Vincennes
Le centre universitaire expérimental de Vincennes est créé à la suite du mouvement de Mai 68 afin d'expérimenter un fonctionnement autogestionnaire. Source d'une grande émulation intellectuelle, l'établissement est à l'origine de l'université Paris VIII.

#### Expérience chilienne
Le gouvernement socialiste du président Salvador Allende, élu au Chili en 1970, pratique aussitôt une politique de nationalisations massives, provoquant le mécontentement des patrons de ces entreprises, lesquels ont organisé une grève illimitée en 1973. Depuis longtemps déjà, les ouvriers chiliens manifestaient leur désir de fonder un « pouvoir populaire », de passage d’une société profondément capitaliste et mondialisée qu’était le Chili des années 1970 à une société socialiste débarrassée du système de travail hiérarchisé d'alors.
Cette grève patronale donne l’occasion à de nombreux travailleurs de prendre le pouvoir dans leur entreprise, et de travailler sans patron ni hiérarchie (si ce n’est des délégués élus démocratiquement et temporairement). Salvador Allende propose une loi rendant légale l’autogestion, celle-ci est refusée par l’Assemblée, majoritairement à droite. Les entreprises qui ont fonctionné en autogestion lors de la grève des patrons n’ont cependant encouru aucune répression de la part du gouvernement.
Ces expériences de travail en autogestion, qui ont duré quelques mois, ont été décrites de manière résolument positive par les ouvriers : le travail s’effectuait dans de meilleures conditions, car les ouvriers ne subissaient plus « l’oppression » patronale ; leur productivité restait égale, tandis que leur dynamisme et leur envie de travailler s’accroissaient. Elles ont pris fin avec le coup d'État de 1973 d'Augusto Pinochet, dont la dictature militaire instaurée, de nature profondément capitaliste, a privatisé les usines autrefois nationalisées, interdit le fonctionnement en autogestion et rétabli le rapport patron-ouvriers dans les usines.

#### Autres exemples
- 1871 : la Commune de Paris essaie d'expérimenter l'autogestion ;
- 1901 : la colonie libertaire d'Aiglemont (Ardennes)[19] ;
- 1909 à aujourd'hui : création du mouvement des kibboutz en Palestine occupée par l'empire ottoman (devenue Israël en 1948) avec le premier kibboutz créé à Degania en Galilée en 1909 ;
- 1918-1921 : les anarchistes appuyés par la Makhnovtchina en Ukraine ;
- 1944-1947 : usine Brun (St-Martin d'Hères, 38) le Comité de gestion de l'usine Brun par Jean-Yves Yvenat et Jean-Marc Cascales (Institut d'études politiques de Grenoble), les Biscuits Brun 1915-1989 de Clément Bon (Direction du Patrimoine-Ville de Saint-Martin-d'Hères) ;
- 1955 : les coopératives de Mondragon au Pays basque[20] ;
- 1964-1969 : la commune de Louviers[21],[22],[23] ;
- 1973 :
  - Lip, ou comment des ouvriers de l'horlogerie bisontine occupent et remettent en marche leur usine ;
  - fondation de la première Coopérative européenne Longo Maï ;
- 1974 : la communauté de Jansiac (La Nef des Fous)[24] ;
- à partir de 1975 : la Librairie du Boulevard à Genève, une coopérative autogérée ;
- années 1970 : les Centres sociaux autogérés italiens[25] ;
- 1978 : La Gryffe à Lyon, est une librairie autogérée ;
- 1994 :
  - les « Municipalidades » issues de la révolte au Chiapas ;
  - le rachat en coopérative de la dernière mine de charbon du pays de Galles, Tower Colliery, par ses salariés ;
  - le réseau français des sociétés coopératives ouvrières de production, devenu Société coopérative et participative (SCOP) qui représente plus de 1 200 entreprises et plus de 20 000 salariés[Quand ?] ;
- à partir de 2001 : récupération d'usines, d'écoles, d'hôpitaux par des ouvriers en Argentine[26],[27] ;
- 2001-2005 : ECObox, expérience parisienne de jardin communautaire[28] ;
- 2006 : Buurtzorg, le principal réseau d'infirmières libérales des Pays-Bas ;
- 2010 : Le Court-Circuit, un bar coopératif autogéré à Lyon[29].

## Critiques
Une critique de l'autogestion porte sur une éventuelle inefficacité relative en comparaison avec une économie capitaliste. D’après James Meade, l'entreprise autogérée a un comportement beaucoup plus malthusien que l'entreprise capitaliste : il dit par exemple que dans un contexte de hausse des prix, l'entreprise capitaliste augmentera sa force de travail toujours plus que l'entreprise autogérée. L'entreprise autogérée préfèrera d’après lui avoir recours au capital plutôt qu'au travail, pour ne pas diminuer les revenus de ses membres.[source insuffisante]
Par conséquent, l'économiste libéral Henri Lepage écrit en 1976 (pour l'institut de l'entreprise), que l'autogestion « n'est pas capable d'assurer spontanément la meilleure utilisation possible des ressources rares de la communauté », à la différence de l'entreprise capitaliste.
Une autre critique vient du courant communiste. Lutte ouvrière considère ainsi que l'entreprise autogérée n'est révolutionnaire « que si on la comprend comme un premier pas dans la remise en cause du droit de propriété capitaliste sur les entreprises ». Dans les faits, les entreprises autogérées « restent des entreprises capitalistes, même si elles sont la propriété collective de leurs employés, au lieu d'être aux mains d'un seul propriétaire ». En conclusion, le terme d'autogestion « recouvre une conception petite-bourgeoise du socialisme », tantôt réformiste, tantôt d'inspiration anarchiste.